# Potvorov
Potvorov är en ort i Tjeckien.   Den ligger i regionen Plzeň, i den västra delen av landet, 70 km väster om huvudstaden Prag. Potvorov ligger 526 meter över havet och antalet invånare är 150.
Terrängen runt Potvorov är platt österut, men västerut är den kuperad. Runt Potvorov är det ganska glesbefolkat, med 47 invånare per kvadratkilometer. Närmaste större samhälle är Horní Bříza, 19,8 km söder om Potvorov. I omgivningarna runt Potvorov växer i huvudsak blandskog.